# Conacul urban Teodosiu
Conacul urban Teodosiu este o clădire amplasată pe bd. Ștefan cel Mare, 160 în Chișinău, Republica Moldova. Este un monument arhitectural de importanță națională inclus în Registrul monumentelor Republicii Moldova ocrotite de stat cu nr. 267 (municipiul Chișinău). Datează din 1886.